# Grazerfeld
Grazerfeld är en dal i Österrike.   Den ligger i förbundslandet Steiermark, i den östra delen av landet, 160 km söder om huvudstaden Wien.
Trakten runt Grazerfeld består till största delen av jordbruksmark. Runt Grazerfeld är det ganska tätbefolkat, med 124 invånare per kvadratkilometer.